# Regnum Marianum (album)
A Regnum Marianum a Kárpátia együttes 2009-ben megjelent nemzetirock-albuma. Az albumon a korábban már népszerűvé vált Kárpátia-dalok hallhatók, szimfonikus változatban, melyeket Szarvas Gábor hangszerelt.

## Számok
1. Rongyos gárda (4:28)
2. Nem engedünk '48-ból (3:28)
3. Csendes a Don (3:39)
4. Hol vagytok székelyek? (3:39)
5. Pálinka (2:55)
6. Hősök (4:20)
7. Nem eladó (4:15)
8. Erdély szabad (3:10)
9. Jó lenne (3:27)
10. Neveket akarok hallani (3:57)
11. Hallottam nagy hírét (2:23)
12. Abból a fából (3:49)
13. Altató (4:59)

## Közreműködők
- Szarvas Gábor – zongora
- Pitti Katalin – ária
- Vesztergám Miklós – mandolin
- Bene Beáta – furulya
- Szabó Dániel – cimbalom
- Molnár Alex – orgona
- Rémi Tünde – ének
- Hegedűs Roland – klarinét
- Szabó Márta – hegedű
- Sándor Csilla – hegedű
- Szabó Péter – trombita
- Csiszér Levente – klasszikus gitár
- Kereszt-Úr-kórus – énekkar
- Daria Tamás – hangeffektek

A szimfonikus átiratot Szarvas Gábor készítette.